# سل آم سیلر
سل آم سیلر (به آلمانی: Zell am Ziller) یک منطقهٔ مسکونی در اتریش است که در شواس واقع شده‌است. سل آم سیلر ۲٫۴ کیلومتر مربع مساحت دارد ۵۷۵ متر بالاتر از سطح دریا واقع شده‌است.